# Peter Polleruhs
Peter Polleruhs (* 28. Oktober 1949 in Kapfenberg; † 17. Oktober 2022 in Bruck an der Mur) war ein österreichischer Politiker (ÖVP).

## Leben
Peter Polleruhs wuchs in der Gemeinde Aflenz Land auf, wo er von 1956 bis 1960 die Volksschule besuchte. Nach der Hauptschule, welcher er bis 1964 in Thörl besuchte, schrieb er sich an der HTBL Kapfenberg ein, an welcher er 1969 seinen Abschluss in Elektrotechnik erlangte.
Der gelernte Elektrotechniker fand ab 1970 Arbeit als Technischer Angestellter bei der Firma Pengg in Einöd; er blieb dem Unternehmen 21 Jahre lang, bis 1991, treu. Danach wurde Polleruhs Geschäftsführer der Firma Maschinenbau Koller in Seebach.
1980 ging Polleruhs in die Politik, als er für die ÖVP in den Gemeinderat von Aflenz Land gewählt wurde. Bereits ein Jahr später, wurde Polleruhs 1981 Vizebürgermeister, und weitere sieben Jahre später, im Mai 1988 Bürgermeister. 1991 wurde er zum Bezirksparteivorsitzenden der Österreichischen Volkspartei für den Bezirk Bruck an der Mur gewählt.
Auf bundespolitischer Ebene gehörte Polleruhs von Mai 1993 bis Januar 2002 als Mitglied dem Bundesrat in Wien an.
Im Januar 2009 zog sich Peter Polleruhs nach knapp 19 Jahren Tätigkeit als Aflenzer Bürgermeister von allen politischen Funktionen ins Privatleben zurück.